# Floresta do Araguaia
Floresta do Araguaia är en kommun i Brasilien.   Den ligger i delstaten Pará, i den centrala delen av landet, 900 km norr om huvudstaden Brasília. Antalet invånare är 17 825.
Omgivningarna runt Floresta do Araguaia är huvudsakligen savann. Runt Floresta do Araguaia är det mycket glesbefolkat, med 4 invånare per kvadratkilometer.